# Intel 80286

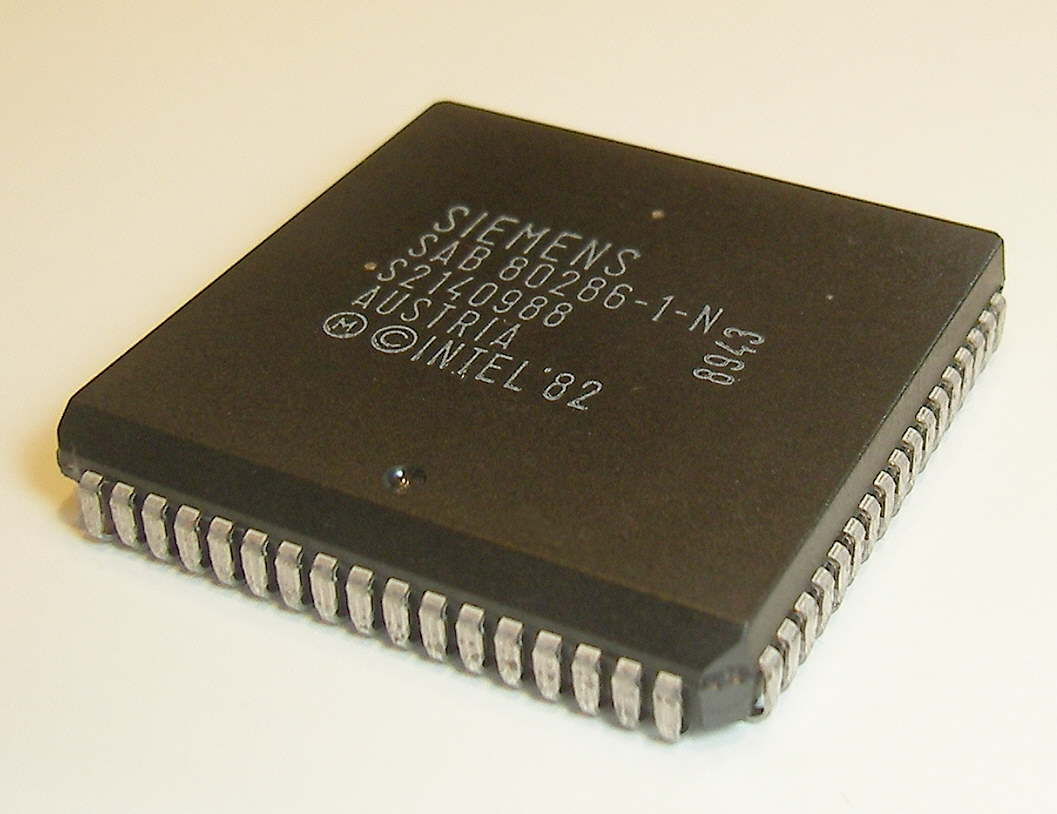
Siemens 80286-os processzor

Az Intel által kifejlesztett 16 bites CPU az x86 architektúrából. 1982. február 1-jén adták ki.
A 8086/8088 után az első komolyabb lépés volt az Intel részéről (a 80186 típus sok újdonságot nem hozott). A 80286 tökéletesen tudta futtatni a korábbi Intel 8086, 8088-as processzorokra írt programok többségét.
Két üzemmódban működtethető:
- valós mód (real mode)
- védett mód (protected mode)

Először jelent meg a modern operációs rendszerek támogatása hardver szinten, nevezetesen a védett mód (protected mode), továbbá a címtartomány 16 MiB-ra bővült, és bevezették főleg a multitasking operációs rendszereket hardveres oldalról támogató task struktúrák kezelését. Valós módban kompatibilis a 8086/8088-cal, azon kívül még pár új utasítást is ismer. Az x86 család következő tagja a 80386 processzor.
Matematikai processzor illesztését kívülről lehetett opcionálisan megoldani a 80287 FPU segítségével.

## Története

80286 mikroarchitektúra

A kezdeti 6 és 8 MHz-es kiadások után megjelentek a 12,5 MHz-esek is (az AMD és a Harris 20–25 MHz-et is ki tudott hozni a chipből). A 80286-os körülbelül kétszer annyi utasítást volt képes elvégezni ciklusonként, mint az elődei, a 8086-os és a 8088-as.

## Technikai adatok
- 1.5 mikronos CMOS technológiával készült, 134 000 tranzisztorból áll[1]
- órajel: 4 MHz és 25 MHz közötti órajelű modellek jelentek meg[2]
- utasításkészlet: x86-16
- a 6 MHz-es modell 900 000 utasítás per másodperc gyorsaságú volt
- a 10 MHz-es 1,5 millió, 12 MHz-es pedig 1,8 millió utasítást képes egy másodperc alatt végrehajtani
- 16 bites adatbusz
- 24 bites címbusza max. 16 MiB memóriát képes megcímezni (a 8086-os csupán 1 MiB-ot)[1]